# Percina suttkusi
Percina suttkusi is een straalvinnige vissensoort uit de familie van echte baarzen (Percidae). De wetenschappelijke naam van de soort is voor het eerst geldig gepubliceerd in 1997 door Thompson.